# Ermenald d'Aniana
Ermenald o Emmenald d'Aniana fou abat d'Aniana des de vers 830 a 838. Va succeir a Tructesind d'Aniana a la seva mort.
L'emperador Lluís el Pietós després del seu restabliment i consolidació va convocar una dieta a Attigny, a finals del 834 (a la festa de sant Martí l'11 de novembre) on es van anomenar alguns missi dominici per anar a províncies a restablir l'orde que havia estat alterat per les contínues lluites a l'imperi entre 830 i 835; un dels mals eren l'existència de bandits que desolaven territoris. El rei Pipí I d'Aquitània fou acusat d'envair o permetre de fer-ho als seus vassalls, alguns béns eclesiàstics i Emmenald, Ermenal o Ermold, abat d'Aniana fou enviat al rei aquità per ordenar-li restituir o fer restituir els béns usurpats a les esglésies d'Aquitània.
La dieta de Crémieu o Cremieux del 835, que hauria començat a tot tardar el 24 de juny, i encara durava el 21 de juliol. Emmenald o Ermenald hi va assistir i va demanar confirmació per un vassall imperial de nom Maurí com a defensor o advocat del monestir. Els advocats tenien al seu càrrec de vegades altres advocats encarregats dels afers de menys importància.
El 19 d'octubre del 837 a Aquisgrà l'emperador Lluís el Pietós li va concedir carta de confirmació de la donació de Caussenat (Curcionate) a la diòcesi de Lodeva, que havia fet sent només rei d'Aquitània (abans del 814). Dos dies després va confirmar al monestir en totes les seves possessions.